# Frederick Mackeson
Frederick Mackeson (Hythe, 2 settembre 1807 – Peshawar, 14 settembre 1853) è stato un militare britannico. Prestò servizio nel Bengal Army della Compagnia britannica delle Indie orientali ed operò nelle Province nord-occidentali dell'India britannica. Fu uno degli Henry Lawrence's "Young Men".

## Biografia
Nacque a Hythe da William e Harriett Mackeson. Studiò alla King's School di Canterbury e in Francia. Nel 1825 entrò nella Bengal Native Infantry. Nel 1828 fu nominato tenente e nel 1831 fu trasferito a Ludhiana, dove rimase per diversi anni. Nel 1832 fu nominato agente politico aggiunto a Ludhiana. In tale veste accompagnò Claude Martin Wade in una missione a Lahore e a Bahawalpur. Nel 1837 accompagnò Sir Alexander Burnes a Kabul.
Nel 1838 fu inviato a Peshawar con il compito di ottenere il sostegno delle popolazioni locali al tentativo di Shah Shuja Durrani di tornare al potere in Afghanistan. Rimase a Peshawar per tutta la prima guerra anglo-afghana con il compito di procurare rifornimenti e denaro a Sir Robert Sale a Jalalabad, affrettare l'arrivo dei rinforzi e mantenere l'influenza britannica nella regione del Khyber. Durante la guerra la reputazione di Mackeson crebbe: Henry Lawrence, lo descrisse come un "eccellente ufficiale, un linguista di prim'ordine, un uomo di tal temperamento che nessun nativo mai disturberebbe e di un'energia instancabile"; egli annotò anche che "la sua vita trascorreva a discutere notte e giorno con falsi sikh e abitanti del Khyber a Peshawar, e a percorrere quasi da solo, o accompagnato da una scorta afgana, i sentieri del Khyber". Dopo il ritiro definitivo delle truppe britanniche dall'Afghanistan nel 1842, fu nominato sovrintendente ad interim di Buttee e successivamente assistente degli agenti politici nel Rajputana e a Delhi.
Durante la prima guerra anglo-sikh Mackeson prestò servizio sotto Sir Harry Smith e partecipò alla battaglia di Aliwal. Dopo la guerra gli fu preferito nella carica di residente britannico a Lahore Henry Lawrence, a cui mancava l'esperienza diretta della frontiera, che Mackeson invece possedeva. Nel marzo 1846 Lord Harding lo nominò sovrintendente del territorio degli Stati Cis-Sutlej nel Punjab, un'area al di fuori del territorio governato da Lawrence. Durante la seconda guerra anglo-sikh fu assistente di Lord Gough, e seppe guadagnarsi sia le lodi di questi sia quelle del governatore generale Lord Dalhousie. Dopo la battaglia di Chillianwala, attraversò a nuoto l'insidioso fiume Jhelum per avvisare la brigata del brigadier generale Burn, che si trovava sull'altra sponda del fiume, del pericolo di un'imminente forza Sikh, salvando così la brigata. Nel 1849 fu nominato tenente colonnello.
Nel 1850, Lord Dalhousie lo scelse, insieme al capitano Ramsay (nipote di Lord Dalhousie), per scortare in sicurezza il diamante Koh-i-Noor in Gran Bretagna. Il gioiello era stato ceduto alla Compagnia britannica delle Indie orientali a seguito del trattato di Lahore e doveva essere presentato alla Regina Vittoria come dono della Compagnia. Mackeson e Ramsay partirono da Bombay il 6 aprile 1850 a bordo del piroscafo Medea, capitanato da William Lockyear, e arrivarono a Portsmouth il 30 giugno 1850. Il viaggio fu pieno di pericoli: prima un'epidemia di colera, poi una burrasca minacciarono di sterminare il personale di bordo. Al loro arrivo a Portsmouth, Mackeson e Ramsay furono scortati alla sede della Compagnia delle Indie Orientali, la East India House in Leadenhall Street, dove consegnarono il gioiello al presidente della Compagnia, John Shepherd.
Mackeson tornò in India nel 1851. Avendo raggiunto il grado di capitano superiore del suo reggimento e di tenente colonnello in carica, fu nominato vice commissario a Peshawar. Nei due anni successivi Mackeson fu incaricato di pacificare le tribù di frontiera, in quanto vi era il timore che agenti sovversivi wahhabi sostenessero le insurrezioni locali. Nel 1852 partecipò alle operazioni contro i clan Yusufzai nella regione del Distretto di Torghar. Due ufficiali britannici del dipartimento doganale erano stati colpiti a morte da una banda di Hassanzai, un clan Yusufzai della regione. Il clan colpevole fu minacciato di ritorsioni se non avesse consegnato gli assassini, ma si rifiutò di consegnare i colpevoli e invece si impadronì di due fortezze. Fu organizzata una forza di spedizione al comando di Mackeson, forza che comprendeva le colonne guidate da Robert Napier e James Abbott e i forti furono riconquistati.
Il 10 settembre 1853 mentre ascoltava le suppliche nella sua veranda, fu pugnalato da un fanatico religioso dello Swat. Mackeson morì quattro giorni dopo, il 14 settembre 1853. Era opinione comune che fosse stata fissata una taglia sulla testa di Mackeson, anche se il governo negò il fatto. Il suo assassino fu processato e, il 1º ottobre 1853, impiccato. Su indicazione di John Lawrence il cadavere dell'assassino fu bruciato e le ceneri gettate in un ruscello.

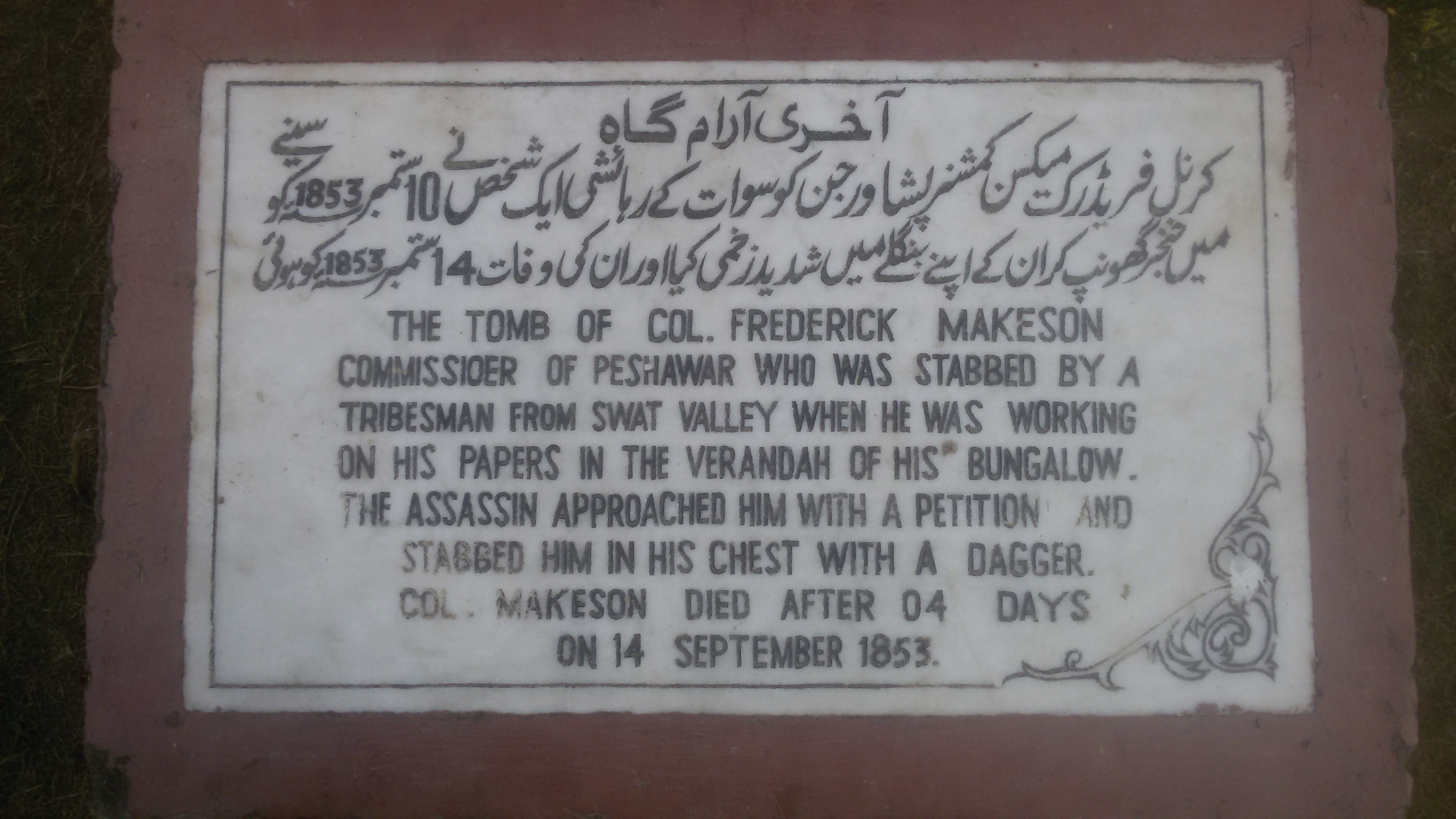
Lastra tombale di Frederick Mackeson

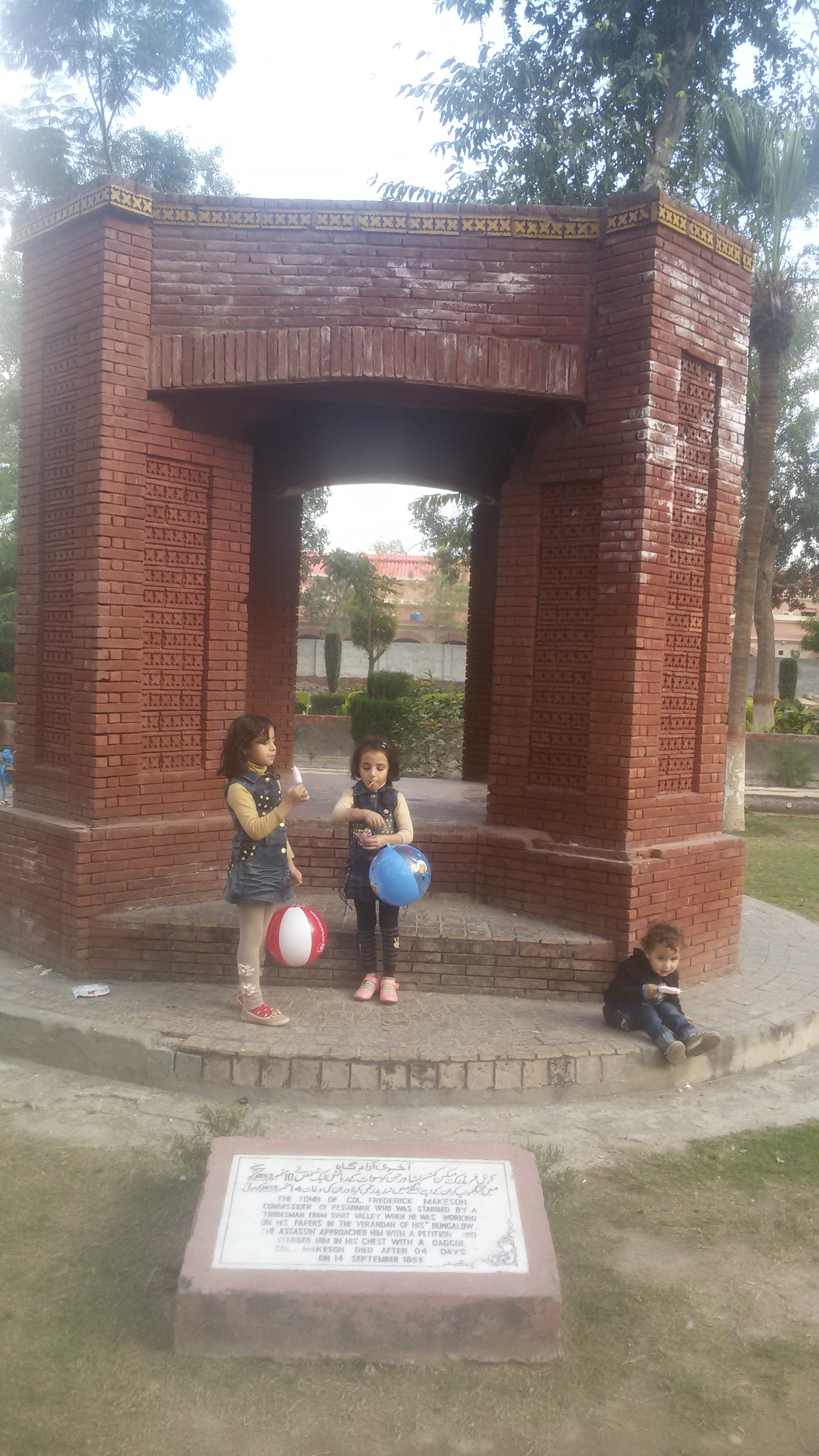
Tomba di Frederick Mackeson a Peshawar, Pakistan

## Eredità
Frederick Mackeson fu sepolto nel giardino di Khalid Bin Waleed a Peshawar. In sua memoria fu eretto, a spese dei suoi amici, un monumento all'interno dell'acquartieramento di Peshawar.
L'importanza attribuita a Mackeson nei dintorni di Peshawar risalta nelle parole di Robert Warburton, anch'egli "uomo di frontiera" in quella regione oltre venticinque anni dopo:
Nella Cattedrale di Canterbury si trova una grande lapide commemorativa, "eretta alla sua memoria dai suoi amici e ammiratori in India".
Era conosciuto dai locali con il nome di Kishin Kaka (dove Kishin è una forma corrotta del cognome Mackeson).